# Rio Aquidauana
Rio Aquidauana är ett vattendrag i Brasilien.   Det ligger i delstaten Mato Grosso do Sul, i den södra delen av landet, 1 000 km väster om huvudstaden Brasília.
Trakten runt Rio Aquidauana består huvudsakligen av våtmarker. Runt Rio Aquidauana är det mycket glesbefolkat, med 3 invånare per kvadratkilometer.